# 서울 이준 묘소
서울 이준 묘소(서울 李儁 墓所)는 서울특별시 강북구 수유동에 있는 이준의 묘이다.

## 개요
이준 열사는 대한제국의 법관양성소 출신으로 고종의 명을 받아 이상설·이위종과 함께 네덜란드 헤이그에서 개최되는 만국평화회의에 특사로 파견되어 일본의 침략을 세계에 호소하려고 하였으나 뜻을 이루지 못하고 현지에서 순국한 인물로, 이곳은 선생의 애국정신을 기릴 수 있는 역사적·교육적 가치가 큰 곳이다.

## 같이 보기
- 이준